# جبل النبي يونس (سوريا)
جبل النبي يونس هو أعلى نقطة في سلسلة جبال الساحل السوري في شمال غرب سوريا، على بعد حوالي 40 كيلومترًا (25 ميلًا) شرق مدينة اللاذقية الساحلية على البحر الأبيض المتوسط. يبلغ ارتفاع قمته 1568 مترًا (5144 قدمًا) فوق مستوى سطح البحر.
يوجد على قمة الجبل مقام وسُمي كل من الضريح والجبل على اسم النبي يونس وهو شخصية قديسة شهيرة بين العلويين في سوريا وتركيا.